# Оризова гъгрица
Орѝзова гъгрѝца (Sitophilus oryzae) – дребен бръмбар от семейство хоботници (Curculionidae) срещащ се из целия свят включително и в България. Сериозен вредител е по зърнените житни култури, особено в складовете, и техните продукти.

## Морфология

### Имаго
Възрастното насекомо е с цилиндрично издължено тяло и устен апарат разположен на края на дълго хоботче (рострум). Тялото е с дължина 2,5-3,1 mm (без хоботчето), матово кафяво-черно на цвят с четири едва забележими ръждивокафяви петна в краищата на елитрите.
Пронотумът и елитрите гъсто точкувани; точките по елитрите разположени в надлъжни бразди. Преднегръбът малко по-дълъг отколкото широк, леко заоблен, най-широк зад средата.
Втората двойка крилца е напълно развита и може да лети за разлика от сродната житна гъгрица (S. granarius) и затова може да се срещне не само в складовите помещения, но и в природата.

## Жизнен цикъл
Оризовата гъгрица има 4-8 поколения годишно и презимува предимно като имаго, но понякога и като ларва или какавида. През целия си живот може да снесе до 400-600 яйца.